# Niners Chemnitz
Le Niners Chemnitz est un club allemand de basket-ball basé dans la ville de Chemnitz. Le club appartient à la première division du championnat allemand.

## Historique
Les Chemnitz Niners ont été nommés l'équipe surprise de la saison 2021-22 lorsqu'ils ont battu Bayern Munich à plusieurs reprises.
Grâce à leur bon placement en Basketball Bundesliga, les Niners se sont qualifiés pour le tournoi de qualification de la Basketball Champions League 2022-23 pour la première fois de l'histoire de leur club.
Le capitaine de l'équipe Malte Ziegenhagen a annoncé la fin de sa carrière pour la saison 2022-23.
L'entraîneur à succès Rodrigo Pastore est resté avec l'équipe.

## Entraîneurs successifs
- 2014-2015 :  Kai Buchmann
- Depuis 2015 :  Rodrigo Pastore

## Joueurs célèbres ou marquants
- Darion Atkins
- Jan-Niklas Wimberg